# Jorge Zorreguieta
Jorge Horacio Zorreguieta Stefanini (* 28. Januar 1928 in Buenos Aires; † 8. August 2017 ebenda) war ein argentinischer Politiker und der Vater der niederländischen Königin Máxima.

## Leben

### Herkunft
Er wurde als Sohn des Bankiers Juan Antonio Zorreguieta Bonorino (1899–1959) und der Cesina Stefanini Borella (1901–1999), Tochter eines gebürtigen Genuesen, geboren. Sein Großvater war Amadeo Zorreguieta Hernandez, Oberbürgermeister von Mendoza und Minister für öffentliche Arbeiten der Provinz Mendoza, der mit Máxima Blanca Bonorino Gonzalez (1874–1965) verheiratet war, Tochter von Máxima González y de Islas, einer Verwandten des argentinischen Präsidenten Justo José de Urquiza († 1870).
Jorge Zorreguietas Urgroßvater war Mariano Zorreguieta Maurin (1830–1893), Senatspräsident der argentinischen Provinz Salta, ein unehelicher Enkel des wohlhabenden Kaufmanns José Antonio de Sorreguieta y Oyarzabal, Gamboa y Sagastume, der 1777 im nordspanischen (baskischen) Tolosa als Sohn des Juan Antonio de Sorreguieta y Gamboa geboren wurde und 1790 nach Salta in Argentinien kam.
Jorge Zorreguieta wurde wegen eines Non-Hodgkin-Lymphoms in Verbindung mit einer Lungenentzündung in ein Krankenhaus eingeliefert und verstarb am 8. August 2017 an den Folgen des Lymphdrüsenkrebses.

### Ehen und Kinder
Jorge Zorreguieta war zweimal verheiratet und hatte aus diesen beiden Ehen sieben Kinder. Die 1956 geschlossene Ehe mit Martha López Gil (* 1935) wurde geschieden. Seine bekannteste Tochter, aus der seit 27. Mai 1970 bestehenden Ehe mit María del Carmen Cerruti Carricart (* 1944), ist die mit dem König Willem-Alexander der Niederlande verheiratete Máxima (* 1971). Zorreguieta durfte wegen seiner mit der argentinischen Militärdiktatur verknüpften Vergangenheit 2002 nicht an der Hochzeit seiner Tochter teilnehmen.
Auch der Inthronisierung seines Schwiegersohnes am 30. April 2013 musste er fernbleiben.

### Beruf
Jorge Zorreguieta war von 1976 bis 1979 Staatssekretär und dann bis 1981 Minister für Landwirtschaft in der Diktatur von Jorge Rafael Videla.
Seit 1984 war er Präsident des Centro Azucarero Argentino und seit 1995 Präsident eines Interessenverbandes von in Argentinien lebenden Basken, der „Fundación Vasco Argentina Juan de Garay“.

## Anklagen
2001 lehnte die niederländische Staatsanwaltschaft eine Anzeige gegen Zorreguieta wegen seiner Rolle in der Diktatur ab. Grund war mangelnde Zuständigkeit.
Am 7. September 2011 bestätigte die niederländische Staatsanwaltschaft, dass gegen Zorreguieta Klage im Zusammenhang mit dem Verschwinden des Arztes Samuel Leonardo Slutzky eingereicht wurde. Möglich wurde dies durch eine Änderung verschiedener Gesetze seit 2001.